# Chourgoutchi Nimgirov
 (septembre 2016).
 (novembre 2016).
Si vous disposez d'ouvrages ou d'articles de référence ou si vous connaissez des sites web de qualité traitant du thème abordé ici, merci de compléter l'article en donnant les références utiles à sa vérifiabilité et en les liant à la section « Notes et références ».
Chourgoutchi Nimgirov (en russe : Шургучи Нимгиров, mort en 1920) est un lama bouddhiste d'origine kalmouk né dans l'aïmak Bayouda du district de Salsk de l'oblast de l'armée du Don.

## Biographie
Le lama Nimgirov était un bakcha (prêtre) du khouroul (temple) de Bagoutov dès les années 90 du XIXe siècle.
À partir de 1919, il succède à Mönke Bormanjinov comme lama du Don Kalmouks.
Un an plus tard, Lama Nimgirov fuit les bolcheviks dans un camp de réfugiés sur Lemnos, une île dans la partie nord de la mer Égée où il meurt peu après, à un âge avancé[Combien ?].
Son successeur, en tant que Lama du Don Kalmouks, est Ivan Boultinovitch Kitanov, du temple de Khouroul de la tribu de Beliavine.